# Scheidsbach
Scheidsbach ist ein Ortsteil der Gemeinde Eitorf im Rhein-Sieg-Kreis.

## Lage
Scheidsbach liegt auf dem Lindscheid in einer Höhe von 130 bis 170 m ü. NHN. Nachbarorte sind neben Eitorf Irlenborn und Mierscheid. Unterhalb von Scheidsbach liegt das Tal des Eipbaches.

## Einwohner
1845 hatte das Gehöft 22 katholische Einwohner in sechs Häusern.
1888 hatte Scheidsbach 33 Bewohner in sechs Häusern.
1925 waren in Scheidsbach neun Haushalte in acht Häusern verzeichnet.